# Anne Zohra Berrached
Anne Zohra Berrached (Erfurt, 31 luglio 1982) è una regista e sceneggiatrice tedesca. Il suo lavoro ha ricevuto numerosi riconoscimenti a livello internazionale. 24 Weeks, suo secondo lungometraggio e film di diploma all'accademia Baden-Württemberg, è stato candidato al premio Lola al miglior film, ha ricevuto quattro candidature al Deutscher Filmpreis e ha vinto il Premio Guild of German Art House Cinemas al Festival di Berlino 2016. Berrached fa parte della giuria internazionale del Festival di Berlino 2022.

## Filmografia

### Regista
- Der Pausenclown - cortometraggio (2010)
- Vanitas - cortometraggio (2010)
- E. + U. - cortometraggio (2011)
- Hunde wie wir - cortometraggio (2012)
- Heilige und Hure - cortometraggio documentario (2012)
- Zwei Mütter (2013)
- 24 Weeks (24 Wochen) (2016)
- Die Frau des Piloten (2021)
- Die Welt wird eine andere sein (2021)